# Grégoire Drouot
Grégoire François Bruno Drouot (ur. 6 marca 1976 w Vénissieux) – francuski duchowny katolicki, biskup Nevers od 2024.  

## Życiorys
Święcenia kapłańskie otrzymał 1 lica 2007 i został inkardynowany do diecezji Autun. Pracował głównie jako duszpasterz parafialny, był też m.in. delegatem biskupim ds. duszpasterstwa młodzieży i powołań oraz wikariuszem generalnym diecezji.
16 marca 2024 papież Franciszek mianował go biskupem diecezji Nevers.
2 czerwca 2024 otrzymał święcenia biskupie w Kościele Notre-Dame w La Charité-sur-Loire. Udzielił mu ich arcybiskup Antoine Hérouard. Jako dewizę biskupią przyjął słowa Confiance, lève-toi, il t’appelle (Zaufaj,wstań, On Ciebie woła) (Mt 10,49). 